# Campeonato Mundial de Ciclismo en Pista de 2018
El CXV Campeonato Mundial de Ciclismo en Pista se celebró en Apeldoorn (Países Bajos) entre el 28 de febrero y el 4 de marzo de 2018 bajo la organización de la Unión Ciclista Internacional (UCI) y la Federación Neerlandesa de Ciclismo.
Las competiciones se realizaron en el velódromo Omnisport Apeldoorn de la ciudad neerlandesa. Fueron disputadas 20 pruebas, 10 masculinas y 10 femeninas.

## Calendario
| ● | Preliminares | F | Final |

| Fecha                | Mi 28       | Ju 01       | Vi 02       | Sá 03       | Do 04       |
| Hora→ Prueba ↓       | 18:30-21:40 | 18:30-21:20 | 18:30-21:40 | 18:30-22:00 | 13:30-16:20 |
| -------------------- | ----------- | ----------- | ----------- | ----------- | ----------- |
| Velocidad ind.       |             |             | ●           | F           |             |
| Velocidad por eqs.   | F           |             |             |             |             |
| Persecución ind.     |             |             | F           |             |             |
| Persecución por eqs. | ●           | F           |             |             |             |
| 1 km contrarreloj    |             |             |             |             | F           |
| Puntuación           |             |             | F           |             |             |
| Scratch              |             | F           |             |             |             |
| Keirin               |             | F           |             |             |             |
| Madison              |             |             |             |             | F           |
| Ómnium               |             |             |             | F           |             |

| Fecha                | Mi 28       | Ju 01       | Vi 02       | Sá 03       | Do 04       |
| Hora→ Prueba ↓       | 18:30-21:40 | 18:30-21:20 | 18:30-21:40 | 18:30-22:00 | 13:30-16:20 |
| -------------------- | ----------- | ----------- | ----------- | ----------- | ----------- |
| Velocidad ind.       |             | ●           | F           |             |             |
| Velocidad por eqs.   | F           |             |             |             |             |
| Persecución ind.     |             |             |             | F           |             |
| Persecución por eqs. |             | F           |             |             |             |
| 500 m contrarreloj   |             |             |             | F           |             |
| Puntuación           |             |             |             |             | F           |
| Scratch              | F           |             |             |             |             |
| Keirin               |             |             |             |             | F           |
| Madison              |             |             |             | F           |             |
| Ómnium               |             |             | F           |             |             |

1. 1 2  Hora local de Apeldoorn: UTC+1.
2. 1 2  Consiste en cuatro pruebas: scratch, tempo, eliminación y puntuación.

## Medallistas

### Masculino
| Evento                          | Oro | Plata                                                                               | Bronce                                                                                |
| ------------------------------- | --- | ----------------------------------------------------------------------------------- | ------------------------------------------------------------------------------------- |
| Velocidad individual (03.03)    | Matthew Glaetzer Australia                                                                              | Jack Carlin Reino Unido                                                             | Sébastien Vigier Francia                                                              |
| Velocidad por equipos (28.02)   | Países Bajos · Nils van 't Hoenderdaal · Harrie Lavreysen · Jeffrey Hoogland · Matthijs Büchli · 42,727 | Reino Unido Jack Carlin Ryan Owens Jason Kenny Philip Hindes Joseph Truman 43,231   | Francia François Pervis Sébastien Vigier Quentin Lafargue Michaël D'Almeida 43,373    |
| Persecución individual (02.03)  | Filippo Ganna · Italia · 4:13,607                                                                       | Ivo Oliveira Portugal 4:15,428                                                      | Alexandr Yevtushenko · Rusia · 4:13,786                                               |
| Persecución por equipos (01.03) | Reino Unido Edward Clancy Kian Emadi Ethan Hayter Charlie Tanfield 3:53,389                             | Dinamarca Niklas Larsen Julius Johansen Frederik Madsen Casper von Folsach 3:55,232 | Italia · Simone Consonni · Liam Bertazzo · Filippo Ganna · Francesco Lamon · 3:54,606 |
| 1 km contrarreloj (04.03)       | Jeffrey Hoogland · Países Bajos · 59,459                                                                | Matthew Glaetzer Australia 59,745                                                   | Theo Bos · Países Bajos · 59,955                                                      |
| Carrera por puntos (02.03)      | Cameron Meyer Australia 70 pts.                                                                         | Jan-Willem van Schip · Países Bajos · 52 pts.                                       | Mark Stewart Reino Unido 49 pts.                                                      |
| Scratch (01.03)                 | Yauheni Karaliok · Bielorrusia                                                                          | Michele Scartezzini · Italia                                                        | Callum Scotson Australia                                                              |
| Keirin (01.03)                  | Fabián Puerta Zapata · Colombia                                                                         | Yuta Wakimoto Japón                                                                 | Maximilian Levy · Alemania                                                            |
| Madison (04.03)                 | Roger Kluge · Theo Reinhardt · Alemania · 53 pts.                                                       | Albert Torres Barceló · Sebastián Mora Vedri · España · 45 pts.                     | Cameron Meyer Callum Scotson Australia 37 pts.                                        |
| Ómnium (03.03)                  | Szymon Sajnok · Polonia · 111 pts.                                                                      | Jan-Willem van Schip · Países Bajos · 107 pts.                                      | Simone Consonni · Italia · 104 pts.                                                   |

### Femenino
| Evento                          | Oro                                                                               | Plata                                                                                                  | Bronce |
| ------------------------------- | --------------------------------------------------------------------------------- | --- | --- |
| Velocidad individual (02.03)    | Kristina Vogel · Alemania                                                         | Stephanie Morton Australia                                                                             | Pauline Grabosch · Alemania                                                                                     |
| Velocidad por equipos (28.02)   | Alemania · Miriam Welte · Kristina Vogel · Pauline Grabosch · 32,605              | Países Bajos · Kyra Lamberink · Shanne Braspennincx · Laurine van Riessen · Hetty van de Wouw · 33,124 | Rusia · Daria Shmeliova · Anastasiya Voinova · 32,990                                                           |
| Persecución individual (03.03)  | Chloé Dygert Estados Unidos 3:20,060                                              | Annemiek van Vleuten · Países Bajos · ALC                                                              | Kelly Catlin Estados Unidos 3:34,658                                                                            |
| Persecución por equipos (01.03) | Estados Unidos Jennifer Valente Kelly Catlin Chloé Dygert Kimberly Geist 4:15,669 | Reino Unido Katie Archibald Elinor Barker Laura Kenny Emily Nelson Eleanor Dickinson 4:16,980          | Italia · Elisa Balsamo · Letizia Paternoster · Silvia Valsecchi · Tatiana Guderzo · Simona Frapporti · 4:20,202 |
| 500 m contrarreloj (03.03)      | Miriam Welte · Alemania · 33,150                                                  | Daria Shmeliova · Rusia · 33,237                                                                       | Elis Ligtlee · Países Bajos · 33,484                                                                            |
| Carrera por puntos (04.03)      | Kirsten Wild · Países Bajos · 49 pts.                                             | Jennifer Valente Estados Unidos 43 pts.                                                                | Jasmin Duehring · Canadá · 30 pts.                                                                              |
| Scratch (28.02)                 | Kirsten Wild · Países Bajos                                                       | Jolien D'Hoore · Bélgica                                                                               | Amalie Dideriksen Dinamarca                                                                                     |
| Keirin (04.03)                  | Nicky Degrendele · Bélgica                                                        | Lee Wai Sze Hong Kong                                                                                  | Simona Krupeckaitė · Lituania                                                                                   |
| Madison (03.03)                 | Katie Archibald Emily Nelson Reino Unido 50 pts.                                  | Kirsten Wild · Amy Pieters · Países Bajos · 35 pts.                                                    | Letizia Paternoster · Maria Giulia Confalonieri · Italia · 20 pts.                                              |
| Ómnium (02.03)                  | Kirsten Wild · Países Bajos · 121 pts.                                            | Amalie Dideriksen Dinamarca 112 pts.                                                                   | Rushlee Buchanan Nueva Zelanda 106 pts.                                                                         |

## Medallero
| Núm. | País           | Oro | Plata | Bronce | Total |
| ---- | -------------- | --- | ----- | ------ | ----- |
| 1    | Países Bajos   | 5   | 5     | 2      | 12    |
| 2    | Alemania       | 4   | 0     | 2      | 6     |
| 3    | Reino Unido    | 2   | 3     | 1      | 6     |
| 4    | Australia      | 2   | 2     | 2      | 6     |
| 5    | Estados Unidos | 2   | 1     | 1      | 4     |
| 6    | Italia         | 1   | 1     | 4      | 6     |
| 7    | Bélgica        | 1   | 1     | 0      | 2     |
| 8    | Bielorrusia    | 1   | 0     | 0      | 1     |
| 8    | Colombia       | 1   | 0     | 0      | 1     |
| 8    | Polonia        | 1   | 0     | 0      | 1     |
| 11   | Dinamarca      | 0   | 2     | 1      | 3     |
| 12   | Rusia          | 0   | 1     | 2      | 3     |
| 13   | España         | 0   | 1     | 0      | 1     |
| 13   | Hong Kong      | 0   | 1     | 0      | 1     |
| 13   | Japón          | 0   | 1     | 0      | 1     |
| 13   | Portugal       | 0   | 1     | 0      | 1     |
| 17   | Francia        | 0   | 0     | 2      | 2     |
| 18   | Canadá         | 0   | 0     | 1      | 1     |
| 18   | Lituania       | 0   | 0     | 1      | 1     |
| 18   | Nueva Zelanda  | 0   | 0     | 1      | 1     |
|      | TOTAL          | 20  | 20    | 20     | 60    |